# Стажеховиці
Стажеховиці (пол. Starzechowice) — село в Польщі, у гміні Фалкув Конецького повіту Свентокшиського воєводства.
Населення — 326 осіб (2011).
У 1975-1998 роках село належало до Пйотрковського воєводства.

## Демографія
Демографічна структура на день 31 березня 2011 року:
|          | Загалом | Допрацездатний вік | Працездатний вік | Постпрацездатний вік |
| -------- | ------- | ------------------ | ---------------- | -------------------- |
| Чоловіки | 171     | 26                 | 124              | 21                   |
| Жінки    | 155     | 29                 | 78               | 48                   |
| Разом    | 326     | 55                 | 202              | 69                   |